# Rañas de Matarrubia, Villaseca y Casas de Uceda
Las Rañas de Matarrubia, Villaseca y Casas de Uceda son un espacio natural protegido dentro de la Red Natura 2000, como Lugar de Importancia Comunitaria, en el territorio occidental serrano de la provincia de Guadalajara, en la comunidad autónoma de Castilla-La Mancha (España). Alcanza una extensión de 1.315,86 ha distribuidas 553,77 ha en Casas de Uceda, 551,03 ha en Matarrubia y 221,05 ha en Villaseca de Uceda. 

## Descripción
- Código NATURA 2000:

LIC - ES4240004.
- Clima - Mediterráneo continentalizado. (Supramediterráneo).
- Extensión - 1.315,86 ha.
- Altitud:

Mínima - 759 metros.
Media - 865 m.
Máxima - 949 m.
- Localización: W/E (Greenwich).

Longitud - W 3º 20' 23".
Latitud - N 40º 51' 32".

### Características
Las laderas del arroyo Matarrubia, excavadas sobre la raña pliocuaternaria, con cárcavas activas de un llamativo color rojo. En la zona occidental, la vegetación que cubre la ladera es un encinar-quejigar. La zona central posee un enebral de Juniperus oxycedrus con un buen desarrollo. La zona oriental, separada del resto, la ocupa la única manifestación conocida de alcornoque, Quercus suber, de la provincia de Guadalajara, de carácter relíctico formando una masa vegetal en la que coexiste con Quercus rotundifolia, Quercus faginea y Quercus pyrenaica, de un gran interés.

#### Calidad e importancia
Esta zona conserva los tipos de vegetación característicos del piedemonte de la Sierra de Ayllón sobre rañas pliocuaternarias. Destaca el grado de conservación del enebral, con un gran número de ejemplares de buen tamaño, sobre una vegetación arbustiva de retamar (Cytiso scoparii-Retametum sphaerocarpae).
El encinar-quejigar es el más extenso sobre la raña de la provincia, posee el cortejo característico de la asociación silicícola (Junipero oxycedri-Quercetum rotundifoliae) con una subasociación de quejigos, (Quercetosum faginae).
La presencia de un rodal de alcornocal otorga una singularidad especial a esta zona, denotando la coincidencia del sector biogeográfico Guadarrámico, con una prolongación del luxoextremadurense, circunstancia que explica la presencia de Genista hirsuta. Las poblaciones de Quercus suber de la provincia de Guadalajara están incluidas en el Catálogo Regional de Especies Amenazadas, con la categoría "de interés especial".

#### Vulnerabilidad
Esta zona es vulnerable frente a incendios forestales y a operaciones de transformación del uso del suelo (urbanizaciones, reforestación, etc). Por la naturaleza del suelo fácilmente deleznable, cualquier obra con movimiento de tierras puede tener efectos negativos favoreciendo la erosión.